# James Lovelock
James Ephraim Lovelock (Letchworth, Hertfordshire, 26 de julio de 1919-Abbotsbury, Dorset, 26 de julio de 2022) fue un médico, meteorólogo, escritor, inventor, químico atmosférico y ambientalista inglés, famoso por la hipótesis Gaia, que visualiza a la Tierra como un sistema autorregulado.
Su invento, el detector de captura de electrones, permitió detectar componentes tóxicos en regiones tan remotas como la Antártida.
Contrario al armamentismo nuclear, promovió un uso pacífico de la energía nuclear como único recurso para disminuir el abuso de los combustibles fósiles y evitar que el sistema atmosférico llegue a un punto sin retorno que lo desestabilice.

## Biografía
Lovelock nació en la  ciudad jardín  de Letchworth (Letchworth Garden City), Hertfordshire. Estudió química en la Universidad de Mánchester antes de obtener un puesto de investigación médica con el Medical Research Council (Consejo de investigación médica), Londres. Estudió en la Escuela de Londres de Higiene y Medicina Tropical.
Durante su estancia en Estados Unidos llevó a cabo distintas investigaciones en la Universidad Yale, el colegio de medicina de la Universidad de Baylor y en la Universidad Harvard. Fue durante su estancia en la citada Universidad Yale cuando desarrolló el detector de captura de electrones. Según comentó en una entrevista concedida al diario El País, aunque se vio obligado a ceder la patente al gobierno de los Estados Unidos no se siente frustrado por este hecho.
La Geological Society of London lo galardonó con la medalla Wollaston en 2006 por la «creación de un campo de estudios enteramente nuevo en ciencias de la tierra», la ciencia del sistema Tierra.

## Obra
- Life and death underground. Editor G. Bell, 157 pp., 1963
- Caving. Edición ilustrada de Batsford, 144 pp., 1969
- Gaia: A new look at life on Earth, 1979
- The Great Extinction. The solution to one of the great mysteries of science: the disappearance of the dinosaurs. Con Michael Allaby, 1983
- The Greening of Mars, 1984
- Greening of Mars. Con Michael Allaby. Edición reimpresa de Warner Adult, 215 pp. ISBN 0446329673, 1985
- Ages of Gaia, 1988
- What is Gaia? Editor Oxford University Press, 27 pp., 1988
- Scientists on Gaia, 1991
- Geophysiology: the science of Gaia. Con Stephen Henry Schneider, Penelope J. Boston, 1993
- Gaia theory with James Lovelock. Editor Green Books, ISBN 1870098625, 1996
- Homage to Gaia: The Life of an Independent Scientist, 2000
- Gaia: The practical science of planetary medicine. Oxford University Press US. ISBN 0-19-521674-1, 2001
- A better future for the planet, Vol. II: Lectures by the winners of the Blue Planet Prize. Con Asahi Garasu Zaidan. Editor Asahi Glass Foundation, 326 pp., 2002
- Gaia: Medicine for an ailing planet, 2005
- Global heating from an engineer's viewpoint. Editor British Energy, 12 pp., 2006
- The revenge of Gaia: Why the Earth Is fighting back - and how we can still save humanity. Editor Penguin Books Ltd, ISBN 0141900814, 2006, 2007. (La venganza de la tierra. Traducción: Mar García Puig. Planeta, 249 pp. ISBN 8408070282, 2007)
- The vanishing face of Gaia: A Final Warning: Enjoy It While You Can. Allen Lane. ISBN 978-1846141850, 2009 (La tierra se agota. Traducción: María Jesús Asensio Tudela. Planeta, 293 pp. ISBN 8408099949, 2011)
- Gaia warriors. Con Nicola Davies. Edición reimpresa, ilustrada de Candlewick Press, 192 pp. ISBN 0763648086, 2011
- Novacene. Con Bryan Appleyard, Editor Penguin Books, ISBN 0141990791, 2019 (Novaceno, Paidós, ISBN 978-8449338465, 2021)